# Hylocitrea bonensis
El silbador flanquiamarillo (Hylocitrea bonensis) es una especie  de ave paseriforme de la familia Hylocitreidae endémica de los bosques montanos en la isla de Célebes, en Indonesia.

## Taxonomía
Es la única especie del género Hylocitrea, y tradicionalmente se consideraba un miembro de la familia Pachycephalidae, pero las pruebas genéticas analizadas indican que debería ser ubicado en una subfamilia monotípica de la familia Bombycillidae, o en su propia familia. Finalmente se creó su propia familia, Hylocitreidae.
Se reconocen dos subespecies:
- H. b. bonensis (Meyer, AB & Wiglesworth, 1894) - toda la isla de Célebes, salvo el suroeste;
- H. b. bonthaina (Meyer, AB & Wiglesworth, 1896) - sudoeste de Célebes.